# Suomenlinna erődítménye

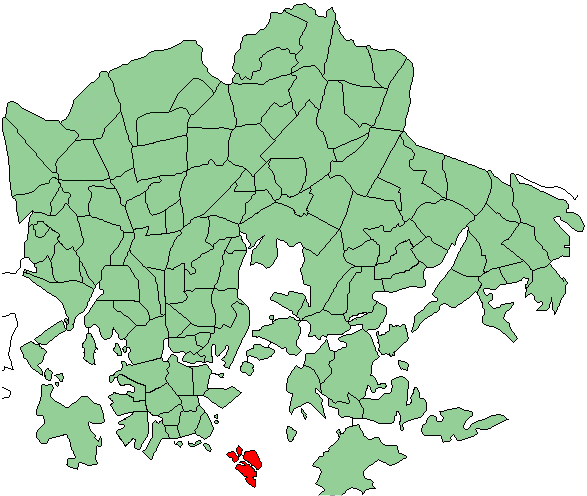
Suomenlinna elhelyezkedése Helsinkiben

Suomenlinna (svédül: „Sveaborg”, finnül jelentése: „finn vár”) nevével ellentétben nem egy vár, hanem katonai erődítmény. Helsinki egyik városrésze, amely közvetlenül a Helsinki előtti szigeteken található. Kulturális értéke történelmi emlékként és látnivalóként egyaránt kiemelkedő, Helsinki identitásához erősen hozzátartozik. Suomenlinnát 1918-ig csak a svéd név finnesített formájában, Sveaborg Viaporiként ismerték. Jelenleg falusias hangulatú városrész, kb. 850 lakossal.
1991-ben Suomenlinnát felvették az UNESCO világörökség listájára. Jelentős hadiépítészeti örökség. A tengeri erődítmény építése a Helsinki előtt elhelyezkedő szigetekre az 1700-as évek közepén a svéd állam legnagyobb építési beruházása volt. Elkészültekor a hadikikötő dokkja a világ egyik legnagyobb szárazdokkja volt. A svéd uralom végén az erődítményt Gibraltár tengeri erődítményéhez hasonlították.
A katonai használatnak köszönhetően teljes épségben fennmaradt a 250 éves erődítmény.
Suomenlinnán a legismertebb Haditengerészeti iskolán kívül számos, a finn hadsereghez tartozó szolgálati lakás, állami tulajdonban lévő bérlakás és néhány magántulajdonú lakás található. Érdekesség, hogy míg élelmiszerbolt csak egy van, étterem és kávézó szinte minden utcasarkon található.

## Földrajzi elhelyezkedés

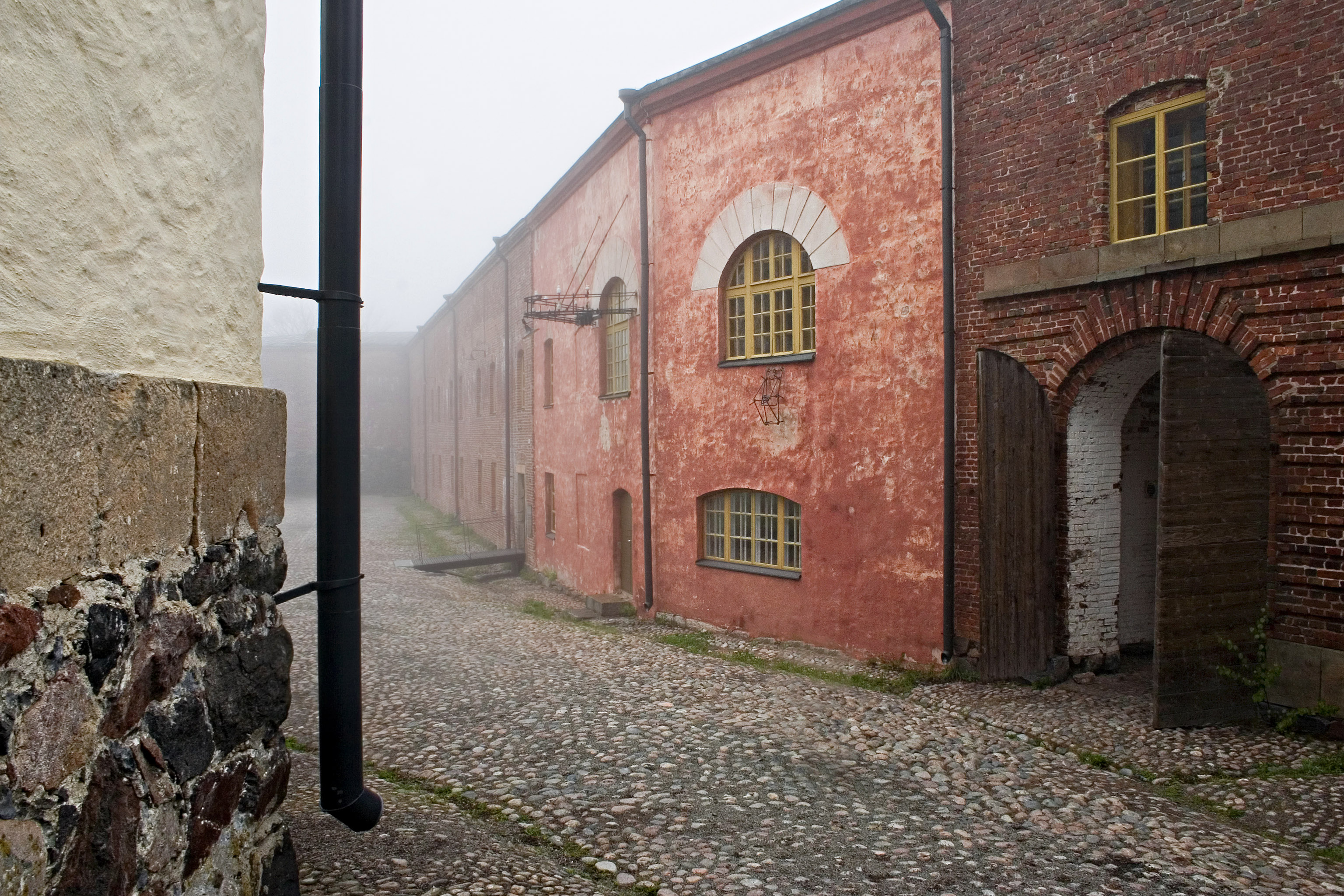
Susisaari sziget építészete

A városrész nyolc szigeten terül el. Ezek közül Kustaanmiekka, Pikku Mustasaari, Iso Mustasaari, Länsi-Mustasaari és Susisaari híddal vagy földnyúlvánnyal egymáshoz kapcsolódik. A fennmaradó három sziget: Särkkä, Lonna és Pormestarinluodot csak vízi úton közelíthető meg.
Utcaneveket nem használnak a szigeteken, a postai címzés a szigetjelölésből, házszámból és lépcsőházszámból áll: például C 83 a C szigeten, vagyis Iso-Mustasaarin a 83-as házat jelöli. (Térkép: )
Suomenlinna alapterülete 80 hektár föld és ugyanennyi vízfelület.

## Látnivalók

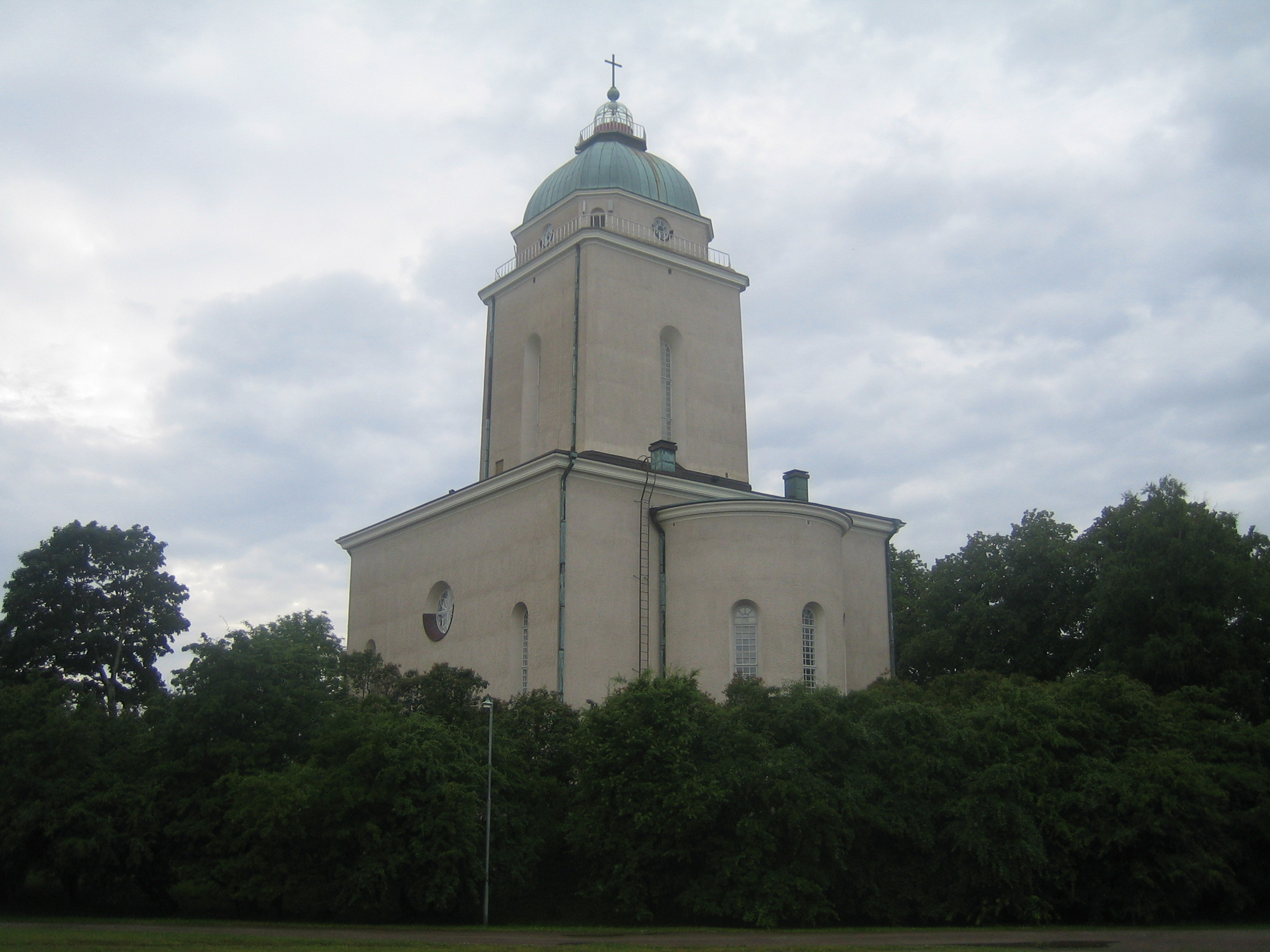
Suomenlinnai templom

Nyáridőben nagyon népszerű kirándulóhely mind a Helsinkibe látogató turisták, mind pedig Helsinki lakosai között. Számos fürdésre és úszásra alkalmas partszakasz, nagy napozásra alkalmas füves terület, valamint sok kultúrtörténeti érdekesség várja az idelátogatókat.
A Kuninkaanportti Királykapu Suomenlinna déli részén található. Kustaanmiekka előtt elhelyezkedő kapu az erődítmény főbejárata, egyben általánosan használt jelképe is Suomenlinnának.
Suomenlinna templom tornya egyben világítótorony. Négy rövid villanás a jelzése, mely a Morse-ábécé H betűjének felel meg, mint Helsinki.
A Vesikko muzeális tengeralattjáró Susisaari délkeleti csúcsánál található. Vesikko 1933-ban készült és a Finn Haditengerészetet szolgálta a téli és a folytatólagos háború idején.
Az alagutak, melyek leginkább Kustaanmiekka és Susisaari látogatóit érdeklik. Egy részük – mint például a Suomenlinna és Vallisaari közötti – omlásveszély miatt le van zárva, más részük jelenleg is járható.

## Közlekedés

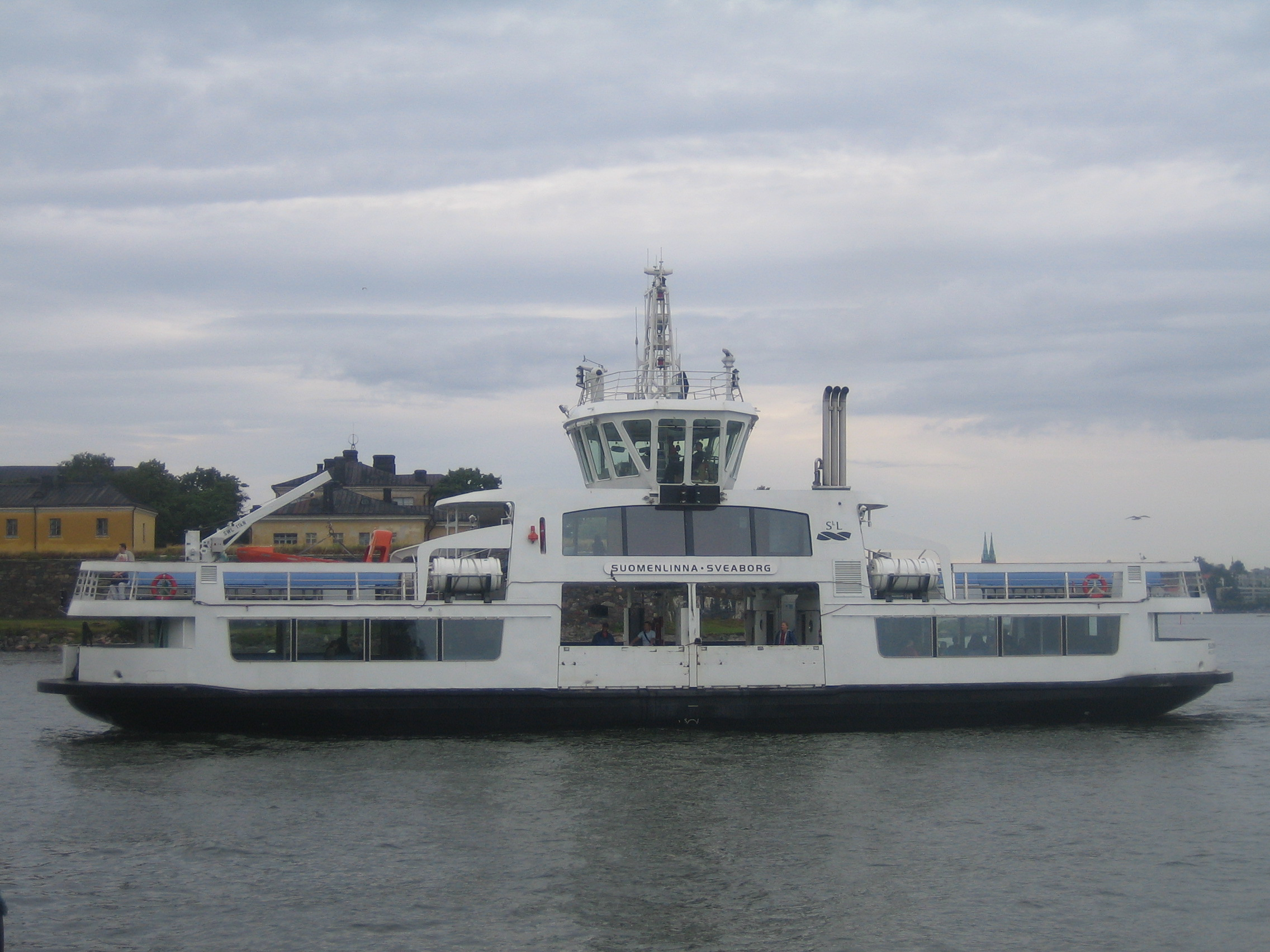
A Suomenlinna II komp

Helsinki piacterétől a fővárosi közlekedési vállalat menetrendszerű járatai közlekednek, valamint nyáron magánhajók is szállítanak utasokat. A közlekedő hajók közül a legnevesebb az 1950-es években épített M/S Suomenlinna-Sveaborg.
Suomenlinnát a szárazfölddel egy keskeny szervizalagút is összeköti, amely a mentőjárműveknek van fenntartva, és csak vészhelyzet esetén vehető igénybe.

## Történelmi múlt

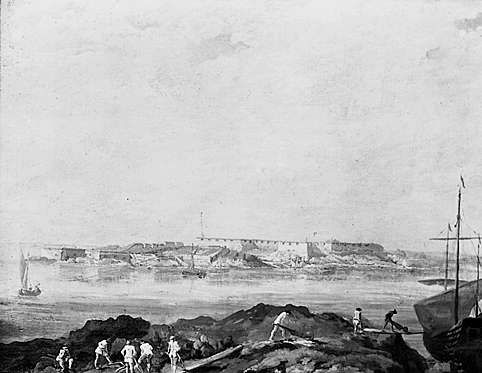
Augustin Ehrensvärd Sveaborgot ábrázoló rajza

- 1748: Viapori építési munkálatai elkezdődnek Augustin Ehrensvärd idejében.
- 1808: Viapori szinte ellenállás nélkül megadja magát az orosz hadseregnek.
- 1809: Finnország Oroszország része lesz a haminai béke szerint.
- 1855: a Krími háború. Az angol és a francia flotta lövedékeivel nagy kárt okoz Viaporiban.
- 1906: Viapori felkelés, ahol az orosz katonák egy része fellázad a tisztikar ellen.
- 1917: Finnország önálló lett.
- 1918: a Suomenlinna nevet használatba veszik. Ide kerül a vörösök hadifogolytábora a belharcokat követően.
- 1973: polgári kormányzatot kap.
- 1991: az UNESCO felveszi Suomenlinnát a világörökség listára.
- 1998: Suomenlinna 250 éves.
- 1999: megkapja az Europa Nostra-díjat a szakszerű és magas színvonalon kivitelezett restaurálási munkáért.

## Külső hivatkozások
- Suomenlinna
- Suomenlinna erődítménye az UNESCO világörökség honlapján (angolul)